# Remune
Remune (HIV-1 Immunogen oder „Salk vaccine“ oder AG1661) war der Name eines experimentellen Impfstoffs gegen das HI-Virus, der auf einen Vorschlag des amerikanischen Immunologen Jonas Salk (Erfinder eines erfolgreichen Polioimpfstoffs) zurückgeht und von einer von ihm gegründeten Firma IRC (Immune Response Corporation) entwickelt wurde. Der Impfstoff sollte Neuinfektionen nicht verhindern können, jedoch in der Lage sein, den Verlauf einer HIV-Infektion durch eine verstärkte Immunantwort günstig zu beeinflussen.

## Historie
Für die Entwicklung von Remune hatte Salk im Jahre 1987 das Forschungsinstitut Immune Response Corporation gegründet und den Impfstoff erstmalig zum Patent angemeldet. Das Forschungsinstitut begann 1998 eine Kooperation mit der Firma Agouron. Agouron wurde später von Warner-Lambert und schlussendlich von Pfizer übernommen. Pfizer übernahm zwischenzeitlich die Finanzierung der Remune-Entwicklung, zog sich jedoch 2001 aus der Partnerschaft mit IRC und der Forschung zurück. Eine klinische, plazebokontrollierte Studie mit Remune zeigte für die HIV-positiven 2527 Patienten keinen Vorteil und wurde vorzeitig 1999 abgebrochen. Im Jahre 2000 übte die Firma IRC als Sponsor der 30 Millionen Dollar teuren Studie angeblich Druck auf Forscher aus (insbesondere James O. Kahn), um zu verhindern,  dass negative Berichte über die Studienlage bekannt würden. (Siehe Artikel in der Washington Post und der New York Times vom 1. November 2000.) Aufgrund eines fehlenden Nachweises der Wirksamkeit wurde die Weiterentwicklung des Impfstoffes seitens der IRC inzwischen eingestellt.

## Impfprinzip
Das Salk’sche Impfverfahren setzte auf isolierte HIV-1 Viren aus Zaire, die nach Anzüchtung und Vermehrung durch Gammabestrahlung und Zugabe von Propiolacton inaktiviert wurden. Nach einem anschließenden Zentrifugieren wurden die Außenhüllenproteine gp120 und gp160 entfernt. Idee war, dass das Kern-Antigen p24 bei der Produktion des Virus in die Hülle des streuenden Wirtes (hauptsächlich Makrophage, auch T4-Zelle) eingebaut wird. Das Immunsystem hätte dann die virusexprimierenden Wirtszellen bekämpft. Das Hüllprotein wurde deshalb entfernt, weil es die B-Zelle des Immunsystems blockiert. Verschiedene Immunzellen, darunter Makrophage, T4-Zelle und B-Zelle aber auch das HI-Virus haben komplementäre Oberflächenproteine mit denen sie, ähnlich anziehender Magnetpole, einander anlagern.